# 井上浩 (労働基準監督官)
井上浩（いのうえ ひろし、1924年 - ）は、日本の労働基準監督官。宮崎県生まれ。

## 経歴
1948年12月、労働基準監督官に任官、以後、愛知労働基準局及び埼玉労働基準局の下の労働基準監督署で勤務。監督、安全衛生、労災保険の各業務を経験。地方労災補償監察官、地方労働基準観察監督官、労働基準監督署長等を歴任し、1978年4月に退官後、社団法人埼玉県経営科学協会顧問、自治体労働安全衛生研究会副会長、全国労働安全衛生センター連絡会議議長等を歴任。

## 所属学会
日本労働法学会、社会政策学会、教育法学会

## 著書（共著を含む）
- 『労働安全衛生読本』（日本評論社）
- 『労災補償読本』（日本評論社）
- 『職業病ハンドブック』（産業労働調査所）
- 『労災相談100問100答』（産業労働調査所）
- 『労災保険法の理論と実務』（有信堂）
- 『解説付労働安全衛生法令』（近藤書店）
- 『労働安全衛生法』（北樹出版）
- 『地方公務員災害補償法』（北樹出版）
- 『労働基準監督官日記』（日本評論社）
- 『わかりやすい労災保険法』（経営書院）
- 『労災補償法入門』（経営書院）
- 『わかりやすい労働安全衛生法』（経営書院）
- 『労働安全衛生法詳説―実務解説―』（経営書院）

## 論文
- 労働基準監督官と労基行政--是正すべき制度上の歪みは何か (労働基準行政を点検する<特集>)（月刊労働問題 (268), p37-44, 1979-12，日本評論社）